# Arisha
Arisha conosciuto anche come Arisha, l'Orso e l'Anello di pietra (Arisha, der Bär und der steinerne Ring) è un film cortometraggio del 1989 scritto  e diretto da Wim Wenders.
Il film fu presentato durante la 51ª Mostra internazionale d'arte cinematografica di Venezia nella sezione Finestra sulle immagini.

## Distribuzione

### Data di uscita
- Giappone: 21 dicembre 1992 (Tokyo International Film Festival)
- Francia: 5 ottobre 1994
- Grecia: 21 novembre 2006 (Thessaloniki International Film Festival)